# 徐泽水
徐泽水（1968年3月—），男，安徽南陵人，享受国务院特殊津贴专家、国家有突出贡献的中青年专家，教育部长江学者特聘教授，四川大学商学院教授。

## 生平
徐泽水于1968年出生于安徽省南陵县，1987年考取芜湖师范专科学校（2005年并入安徽师范大学）数学系，毕业后在安徽省芜湖市南陵县三里镇职业高中任教。1995年考取曲阜师范大学硕士研究生，1998年硕士毕业分配至中国人民解放军理工大学（现中国人民解放军陆军工程大学）通信工程学院任教。2003年于东南大学获管理学博士学位。博士毕业后先后在东南大学、清华大学做博士后研究。2023年加盟四川大学，任特聘教授。

## 学术贡献
主要从事决策理论与技术、信息集成理论和聚类算法、模糊数学与优化算法等领域研究工作，发表学术论文900余篇。2006年获国家杰出青年科学基金资助，2014年至2020年连续入选汤森路透全球高被引科学家、中国高被引学者，曾获首届“汤森路透中国引文桂冠奖”。

## 社会兼职
中国系统工程学会常务理事，中国运筹学会常务理事。

## 奖励与荣誉
- 2001年，获中国运筹学会首届运筹新人奖
- 2005年，获全国优秀博士学位论文提名奖[3]
- 2006年，获教育部自然科学一等奖（第二完成人）[4]
- 2007年，获中国青年科技奖[5]
- 2008年，获第二届钟家庆运筹学奖
- 2010年，获教育部自然科学二等奖（第二完成人）[6]
- 2016年，获评“科学中国人（2015）年度人物”
- 2017年，当选国际模糊系统协会会士（IFSA Fellow）[7]
- 2017年，获教育部自然科学一等奖（第一完成人）[8]
- 2018年，当选国际电气电子工程师协会会士（IEEE Fellow）[9]
- 2019年，当选英国工程技术学会会士（IET Fellow）、英国计算机协会会士（BCS Fellow）、英国皇家艺术协会会士（RSA Fellow）[10]
- 2019年，当选国际系统与控制科学院（IASCYS）院士[11]
- 2019年，获教育部自然科学二等奖（第一完成人）[12]
- 2020年，当选国际先进材料协会会士（IAAM Fellow）
- 2021年，当选亚太人工智能学会会士（AAIA Fellow）
- 2021年，当选英国运筹学会会士（ORS Fellow）[13]
- 2021年，当选欧洲科学与艺术院（EASA）院士[14]
- 2022年，当选国际工程技术协会（IETI）杰出会士[15]
- 2022年，当选欧洲科学院外籍院士[16]